# Pianura della Cina del Nord-est
La pianura del Nord-est (cinese: 东北平原; pinyin: Dongbei Pingyuan o Songliao Pingyuan; romanizzazione Wade-Giles: Tung-pei P'ing-yüan o Sung-liao P'ing-yüan), nota anche come pianura della Manciuria o pianura di Sungliao, è il cuore centrale del bassopiano della Cina nord-orientale (Manciuria). Si estende su una superficie di circa 350.000 km² e in nessun punto la sua altitudine supera i 300 m sul livello del mare. La pianura, per lo più prodotto dell'erosione degli altopiani circostanti, è prevalentemente ondulata, con fertili suoli neri. È delimitata a ovest dai monti Da Hinggan, a nord dai monti Xiao Hinggan, e a est dai monti Changbai, ma a sud si apre sul golfo del Liaodong. È bagnata dal fiume Sungari (Songhua) e dai suoi affluenti e dal fiume Nen, a nord, e dal fiume Liao, a sud. A sud-ovest essa si collega, attraverso una sottile striscia di pianura costiera, alla grande pianura della Cina del Nord, di origine alluvionale. La pianura del Nord-est è la maggiore produttrice di soia della Cina, ma in essa vengono coltivati anche granturco (mais), riso, frumento, sorgo, barbabietole da zucchero e lino. Dopo il 1949, vennero istituite nella regione grandi fattorie statali ed ebbero inizio programmi di bonifica. L'area è anche un importante centro dell'industria pesante con un vasto sistema di ferrovie, ed è ricca di risorse naturali (minerali di ferro, carbone e petrolio). Le maggiori città industriali della pianura sono Harbin (Ha'erbin), Shenyang (Mukden) e Changchun. La pianura di Sanjiang alla confluenza tra i fiumi Sungari, Amur e Ussuri, all'estremità nord-orientale, è generalmente considerata parte della pianura del Nord-Est..